# ラヤ
ラヤ（ゾンカ語：ལ་ཡ།, Laya Gewog）は、ブータンのガサ県のゲオのひとつである。ガサ県の最西部を構成する。中国との国境に近い、標高約3800メートルの高地に位置する。ゲオの大部分がジグミ・ドルジ国立公園に指定され、氷河（ブータン氷河）を含む。面積は1,066平方キロメートルで人口は949人。この地に住む人々の暮らしは、ヤクを中心とする家畜の飼養で成り立っている。
公用語であるゾンカ語に加え、住民の多くはチベット語の方言、ラヤカを話す。中華人民共和国のチベットへの侵入（チャムドの戦い）の結果、ブータンとチベットとの国境は閉鎖された。それ以来、ラヤの住民がチベット人やブータン人（ガサ・ゾンからきた役人や僧侶など）からポーターとしてこき使われることはなくなった。チベットからの難民の多くはヤクを連れてきた。それが安く売られた結果、ヤクや馬にかけられる税金が安くなり、ヤクの飼育数は増えた。